# Landsat-8
Landsat-8 — американский спутник дистанционного зондирования Земли, восьмой в рамках программы Landsat (седьмой выведенный на орбиту). Изначально назывался Landsat Data Continuity Mission (LDCM), создан совместно NASA и USGS. Выведен на орбиту 11 февраля 2013 года.
Спутник был построен на базе платформы LEOStar-3 компанией Orbital Sciences Corporation. Полезная нагрузка космического аппарата создана компанией Ball Aerospace и Центром космических полётов Годдарда (NASA), запуск произведен United Launch Alliance.
Приблизительно 100 дней после вывода LDCM проходил настройку и проверку и находился под управлением NASA. 30 мая 2013 года, после завершения проверок LDCM был передан под управление USGS и получил официальное обозначение Landsat 8.

## Запуск

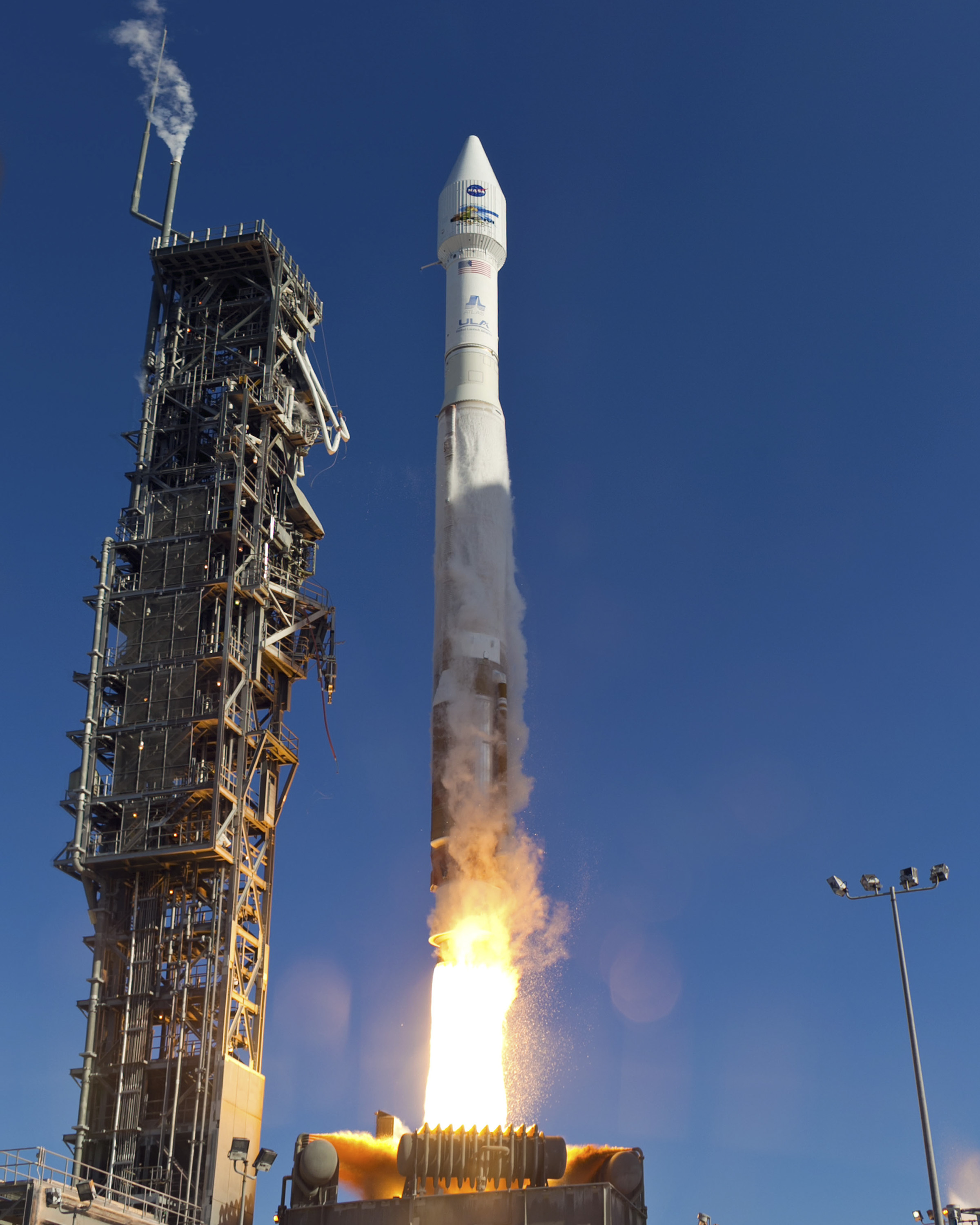
Запуск LDCM при помощи ракеты-носителя «Атлас-5».

Спутник был запущен 11 февраля 2013 года при помощи ракеты-носителя Атлас-5 401. Запуск произошёл в 18:02 UTC, на комплексе SLC-3E, базы Ванденберг. Через 78,5 минут после запуска космический аппарат отделился от верхней ступени, завершив выход на орбиту.
LDCM вышел на орбиту, близкую к орбите Landsat-7.

## История
23 декабря 2005 года Управление научной и технической политики исполнительного офиса Президента США издало меморандум, согласно которому NASA должно реализовать Landsat-8 в виде независимого искусственного спутника Земли с нагрузкой в виде Operational Land Imager (OLI).
В декабре 2009 года в проект был добавлен второй телескоп Thermal InfraRed Sensor (TIRS).
Первые изображения со спутника были получены 18 марта 2013 года.

## Миссия
После выключения Landsat-5 в начале 2013 года, Landsat-7 оставался единственным действующим спутником программы Landsat. Спутник Landsat-8 продолжает получение данных для программы, используя два набора инструментов, Operational Land Imager (OLI) и Thermal InfraRed Sensor (TIRS). Первый набор получает изображения в 9 диапазонах видимого света и ближнего ИК, второй набор — в 2 диапазонах дальнего (теплового) ИК. Спутник рассчитан на срок активного существования в 5,25 лет, однако запас топлива позволяет использовать его до 10 лет.
Основные научные задачи Landsat-8:
- Сбор и сохранение многоспектральных изображений среднего разрешения (30 метров на точку) в течение не менее чем 5 лет;
- Сохранение геометрии, калибровки, покрытия, спектральных характеристик, качества изображений и доступности данных на уровне, аналогичном предыдущим спутникам программы Landsat;
- Бесплатное распространение изображений, полученных с помощью Landsat-8[11].

## Оборудование

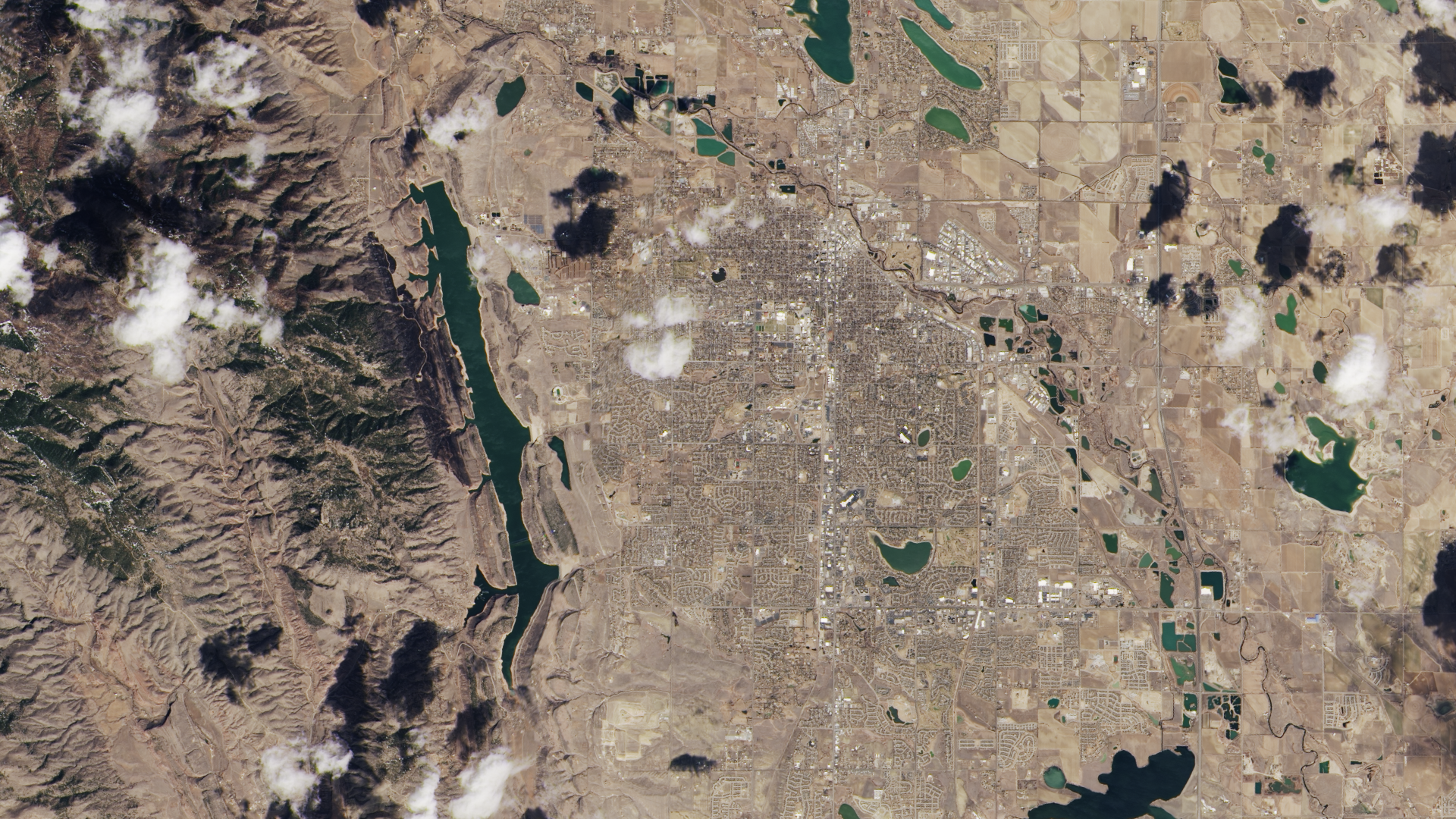
Одно из первых изображений с Landsat-8. Fort Collins, Колорадо, США. Естественные цвета (Operational Land Imager, каналы 2 (синий), 3 (зелёный) и 4 (красный).

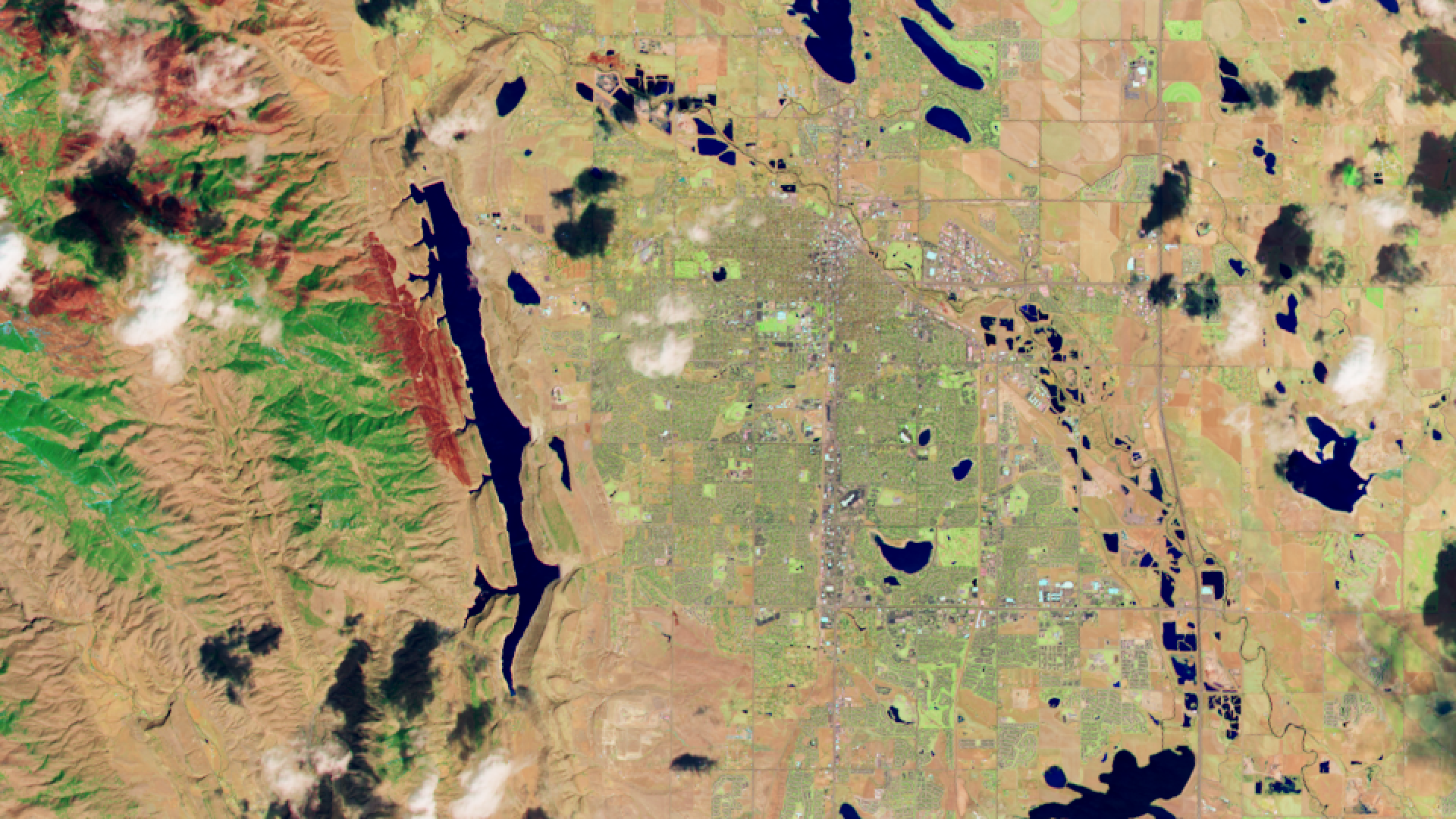
Одно из первых изображений с Landsat-8. Fort Collins, Колорадо, США. Искусственные цвета (OLI). Каналы 3 (зелёный), 5 (ближний ИК 1) и 7 (ближний ИК 2) изображены соответственно как синий, зелёный и красный.

Landsat-8 получает изображения в видимом диапазоне волн, в ближнем ИК и в дальнем ИК, с разрешением снимков от 15 до 100 метров на точку. Производится съемка суши и полярных регионов. В сутки снимается порядка 400 сцен (у предыдущего Landsat-7 было всего 250 сцен в день). Сенсоры OLI и TIRS имеют более высокое отношение сигнал-шум (SNR) и позволяют снимать до 12 бит на точку.
Параметры продукции Landsat-8
- Уровень обработки: 1T (коррекция рельефа)
- Формат изображений: GeoTIFF
- Размер пикселя: 15 метров / 30 метров / 100 метров (панхроматический / мультиспектральный / дальний ИК-канал, соответственно)
- Проекция: UTM, также полярная стереографическая для Антарктиды
- Система координат: WGS 84
- Точность позиционирования:
  - OLI: КВО 12 метров (90 %)
  - TIRS: КВО 41 метр (90 %)

### Космический аппарат
Landsat-8 собран компанией Orbital Sciences Corporation по контракту от NASA на базе собственной платформы Orbital LEOStar-3. Orbital отвечает за проектирование и изготовление платформы Landsat-8, интеграцию с полезной нагрузкой и тестирование спутника. Платформа предоставляет питание, управление орбитой и высотой, связь и системы хранения данных для OLI и TIRS.
Все компоненты, за исключением двигателей и систем ориентации, закреплены снаружи корпуса платформы. Для питания используются раскрывающиеся солнечные батареи и бортовой аккумулятор NiH2 на 125 ампер-часов. Для хранения данных установлен твердотельный накопитель (флеш-память) объёмом 3.14 терабит (порядка 0,4 терабайт). Передача данных как напрямую с OLI и TIRS, так и с накопителя производится с помощью трансмиттера X-диапазона. Инструменты OLI и TIRS закреплены на переднем конце космического аппарата.

### Operational Land Imager (OLI)

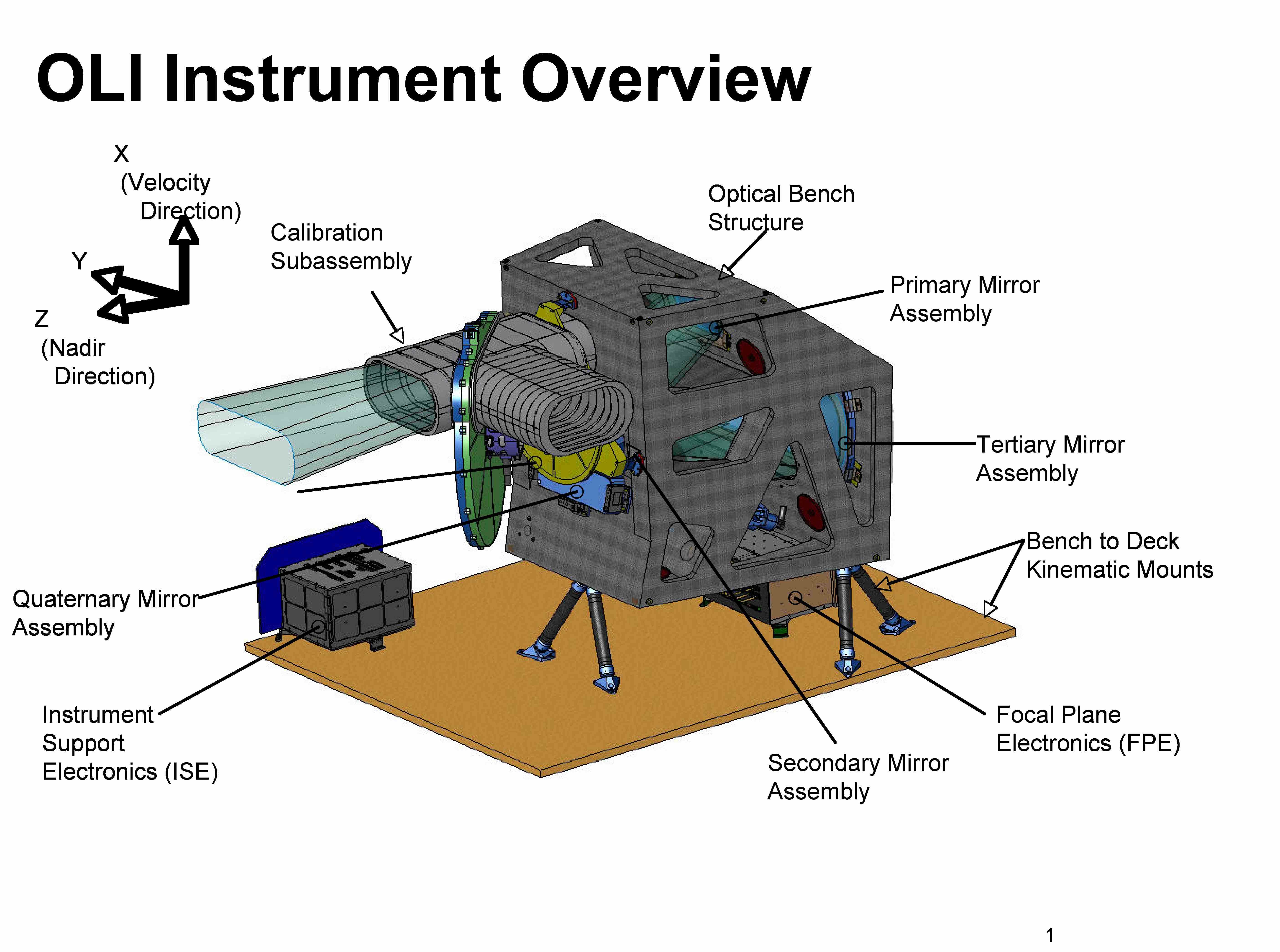

Набор инструментов Operational Land Imager (OLI) является основным на спутнике. Создан в рамках контракта NASA в компании Ball Aerospace. OLI использует подход, ранее опробованный на экспериментальном спутнике NASA, EO-1 (инструмент Advanced Land Imager). В OLI используется схема pushbroom, тогда как в более ранних аппаратах Landsat использовалась схема whiskbroom. В схеме pushbroom используются длинные линейные массивы фотодатчиков, снимающие сразу всю ширину поля зрения спутника — 185 километров, тогда как в whiskbroom использовались небольшое количество фотоприёмников и дополнительное сканирующее зеркало. Новая схема требует применения более 6,5 тысяч детекторов для каждого спектрального канала (и 13 тысяч для панхроматического), однако имеет более высокое время экспонирования (4 мс вместо 10 мкс на ETM+) и как следствие большую чувствительность, кроме того в ней используется меньшее количество движущихся частей.
OLI работает в 9 спектральных диапазонах, семь из которых близки к тем, которые использовались в более ранних инструментах Thematic Mapper (TM) и Enhanced Thematic Mapper Plus (ETM+) с предыдущих спутников Landsat, за счет чего обеспечивается преемственность и совместимость с ранее накопленным массивом данных Landsat. Добавлено два новых диапазона, канал 1 (темно-синий и фиолетовый) для изучения прибрежных вод и аэрозолей и канал 9 (ближний ИК) для упрощения поиска облаков на снимках.
В фокальной плоскости Operational Land Imager установлено 14 модулей Focal Plane Modules, в каждом модуле установлено 10 линейных сенсоров различных диапазонов (один из сенсоров закрыт от света непрозрачным фильтром и используется для калибровки ИК-сенсоров).
Телескоп OLI состоит из 4 неподвижных зеркал.
| Спектральный канал                                                | Длины волн      | Разрешение (на один пиксель) |
| ----------------------------------------------------------------- | --------------- | ---------------------------- |
| Канал 1 — побережья и аэрозоли (Coastal / Aerosol, New Deep Blue) | 0,433—0,453 мкм | 30 м                         |
| Канал 2 — синий (Blue)                                            | 0,450—0,515 мкм | 30 м                         |
| Канал 3 — зелёный (Green)                                         | 0,525—0,600 мкм | 30 м                         |
| Канал 4 — красный (Red)                                           | 0,630—0,680 мкм | 30 м                         |
| Канал 5 — ближний ИК (Near Infrared, NIR)                         | 0,845—0,885 мкм | 30 м                         |
| Канал 6 — ближний ИК (Short Wavelength Infrared, SWIR 2)          | 1,560—1,660 мкм | 30 м                         |
| Канал 7 — ближний ИК (Short Wavelength Infrared, SWIR 3)          | 2,100—2,300 мкм | 30 м                         |
| Канал 8 — панхроматический (Panchromatic, PAN)                    | 0,500—0,680 мкм | 15 м                         |
| Канал 9 — перистые облака (Cirrus, SWIR)                          | 1,360—1,390 мкм | 30 м                         |

### Thermal InfraRed Sensor (TIRS)

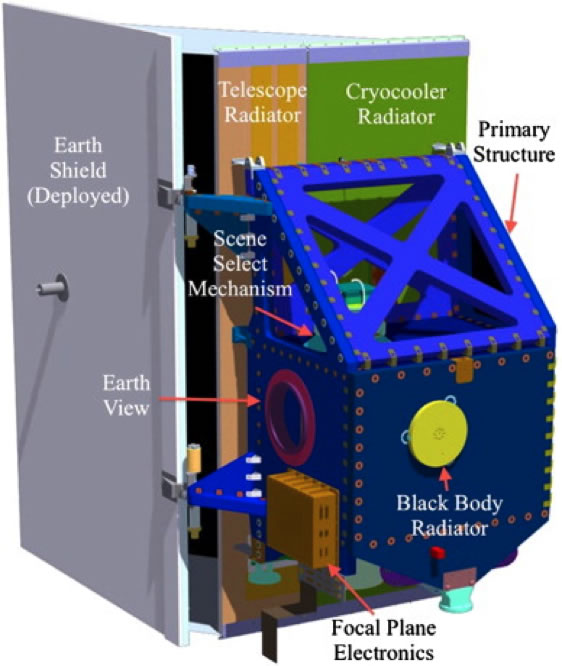
Устройство Thermal Infrared Sensor

Инструмент Thermal InfraRed Sensor (TIRS) был создан в центре NASA Goddard Space Flight Center и предназначен для получения изображений в дальнем ИК. В фокальной плоскости TIRS установлены фотодатчики Quantum Well Infrared Photodetector (QWIP) на базе GaAs. Инструмент TIRS использует тот же принцип получения изображений pushbroom, что и OLI, и также имеет полосу обзора в 185 километров. Получение изображений происходит в двух каналах, 10 и 11, которые, совместно, работают в том же диапазоне, что и канал TIR на более ранних спутниках программы Landsat. Из-за того, что решение о добавлении TIRS в состав Landsat-8 принималось относительно поздно и для упрощения проектирования, TIRS имеет запланированное время работы 3 года.
Фокальная сборка TIRS, состоящая из 3 модулей, охлаждается до 43 кельвинов при помощи криогенератора, работающего по циклу Стирлинга.
Инфракрасный телескоп TIRS использует 4 линзы, изготовленные из германия и селенида цинка. Телескоп охлаждается до 185 кельвинов за счет излучения тепла с специального радиатора.
| Спектральный канал                                     | Длины волн        | Разрешение (размер 1 пикселя) |
| ------------------------------------------------------ | ----------------- | ----------------------------- |
| Канал 10 — дальний ИК (Long Wavelength Infrared, TIR1) | 10,30 — 11,30 мкм | 100 м                         |
| Канал 11 — дальний ИК (Long Wavelength Infrared, TIR2) | 11,50 — 12,50 мкм | 100 м                         |